# Gyapjas armadilló
A gyapjas armadilló (Chaetophractus vellerosus) az emlősök (Mammalia) osztályának a páncélos vendégízületesek (Cingulata) rendjébe, ezen belül az övesállatok (Dasypodidae) családjába tartozó faj.

## Előfordulása
Argentína, Bolívia, Chile és Paraguay száraz erdőiben, gyepterületein, forró sivatagaiban, szántóföldjein, legelőin és ültetvényein honos.

## Alfajai
- Chaetophractus vellerosus vellerosus
- Chaetophractus vellerosus pannosus